# Kazuko Kurosawa
Kazuko Kurosawa (黒澤和子?, Kurosawa Kazuko; Tokyo, 29 aprile 1954) è una costumista giapponese, figlia di Akira Kurosawa.

## Biografia
Secondogenita del cineasta Akira Kurosawa e della moglie ex-attrice Yōko Yaguchi, ebbe in gioventù un rapporto travagliato col padre a causa degli impegni lavorativi di quest'ultimo, riappacificandovisi solo negli anni settanta. Abbandonati gli studi superiori, si laureò in moda e design a Tokyo, lavorando poi nel campo a Torino, dove visse alcuni anni e fondò un'agenzia di design. Tornata in Giappone, cominciò a lavorare in varie vesti nella Kurosawa Productions, tra cui negoziando le licenze per il merchandising di Ran negli Stati Uniti con la Orion. Al cinema, cominciò come assistente di Emi Wada ai costumi di Sogni (1990) di Kurosawa, per poi esordire da costumista proprio a partire dagli ultimi due film di suo padre, Rapsodia in agosto (1991) e Madadayo - Il compleanno (1993).

### Vita privata
Nel 1976 sposò Haruyuki Katō, figlio dell'attore caratterista Daisuke Katō. La coppia ebbe due figli, Takayuki (n. 1977) e Hideyuki (n. 1978). Il primo recitò in alcuni film tratti da sceneggiature non filmate di Akira Kurosawa tra anni novanta e duemila, per poi subentrare nel decennio seguente alla guida della Kurosawa Productions, mentre l'altro (insieme a Sō Kurosawa, nato da un secondo matrimonio) le subentrò alla guida dell'atelier di costumi per il cinema e la TV che aveva fondato, K&K Bros., dopo che lei venne colpita da un'emorragia cerebrale nel 2023.

## Filmografia parziale
- Rapsodia in agosto (八月の狂詩曲?, Hachigatsu no rhapsody), regia di Akira Kurosawa (1991)
- Madadayo - Il compleanno (まあだだよ?, Mādadayo), regia di Akira Kurosawa (1993)
- Il mare e l'amore (海は見ていた?, Umi wa miteita), regia di Kei Kumai (2002)
- Il crepuscolo del samurai (たそがれ清兵衛?, Tasogare Seibei), regia di Yōji Yamada (2002)
- Zatōichi (座頭市?), regia di Takeshi Kitano (2003)
- Kakushi ken: oni no tsume (隠し剣 鬼の爪?), regia di Yōji Yamada (2004)
- Hana yori mo naho (花よりもなほ?), regia di Hirokazu Kore'eda (2006)
- Love and Honor (武士の一分?, Bushi no ichibun), regia di Yōji Yamada (2006)
- Dororo (どろろ?), regia di Akihiko Shiota (2007)
- Apparition - Amare oltre la morte (怪談?, Kaidan), regia di Hideo Nakata (2007)
- Seta (Silk), regia di François Girard (2007)
- Aruitemo aruitemo (歩いても 歩いても?), regia di Hirokazu Kore'eda (2008)
- Dear Doctor (ディア・ドクター?), regia di Miwa Nishikawa (2009)
- Outrage (アウトレイジ?), regia di Takeshi Kitano (2010)
- Ichimei (一命?), regia di Takashi Miike (2011)
- Outrage Beyond (アウトレイジ ビヨンド?), regia di Takeshi Kitano (2012)
- Kiyosu kaigi (清須会議?), regia di Kōki Mitani (2013)
- Father and Son (そして父になる?, Soshite chichi ni naru), regia di Hirokazu Kore'eda (2013)
- Ryūzō to shichinin no kobun-tachi (龍三と七人の子分たち?), regia di Takeshi Kitano (2015)
- Ritratto di famiglia con tempesta (海よりもまだ深く?, Umi yori mo mada fukaku), regia di Hirokazu Kore'eda (2015)
- Outrage Coda (アウトレイジ 最終章?, Outrage saishū-shō), regia di Takeshi Kitano (2017)
- Il terzo omicidio (三度目の殺人?, Sandome no satsujin), regia di Hirokazu Kore'eda (2017)
- The Outsider, regia di Martin Zandvliet (2018)
- Un affare di famiglia (万引き家族?, Manbiki kazoku), regia di Hirokazu Kore'eda (2018)
- L'innocenza (怪物?, Kaibutsu), regia di Hirokazu Kore'eda (2023)
- Kubi (首?), regia di Takeshi Kitano (2023)
- Tokyo Vice – serie TV, 10 episodi (2024)

## Opere
- (JA) パパ、黒澤明 [Papa, Kurosawa Akira], Tokyo, Bungeishunjū, 2004, ISBN 978-4-16-765697-3.

## Riconoscimenti
- Nastri d'argento
  - 2008 – Candidatura ai migliori costumi per Seta (con Carlo Poggioli)
- Genie Awards
  - 2008 – Migliori costumi per Seta (con Carlo Poggioli)
- Jutra Awards
  - 2008 – Migliori costumi per Seta (con Carlo Poggioli)